# Leaderfoot Viaduct
Der Leaderfoot Viaduct, auch Drygrange Railway Viaduct, ist ein ehemaliger Eisenbahnviadukt nahe der schottischen Ortschaft Newstead in der Council Area Scottish Borders. Das heute nur noch von Fußgängern genutzte Bauwerk wurde 1971 in die schottischen Denkmallisten zunächst in der Kategorie B aufgenommen. Die Hochstufung in die höchste Denkmalkategorie A erfolgte 1986.

## Geschichte
Bauherr des Viadukts war die Berwickshire Railway. Bei Eröffnung 1865 führte die Brücke eine aus Reston beziehungsweise Duns kommende Nebenstrecke durch Berwickshire über den Tweed, die sich vor St Boswells mit der aus Edinburgh kommenden Waverley Line verband. Nach schweren Überschwemmungen im August 1948 waren zahlreiche Brücken entlang der Bahnstrecke stark beschädigt. Der Passagierverkehr wurde noch im selben Monat eingestellt. Der Güterverkehr wurde hingegen noch bis zur endgültigen Streckenschließung 1965 fortgeführt. Heute dient der Viadukt nur noch als Fußgängerbrücke über das Tweedtal. In den 1990er Jahren wurden einige Pfeiler verstärkt.

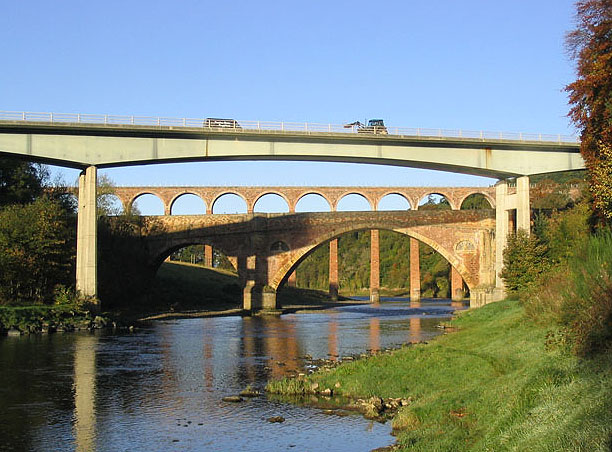
„Tripontium“

Nahe dem Leaderfoot Viaduct queren mit der Drygrange Old Bridge sowie ihrer modernen Nachfolgerbrücke drei Brücken den Tweed. In Anlehnung an das nahegelegene römische Feldlager Trimontium, wird die Abfolge der drei Brücken scherzhaft als „Tripontium“ bezeichnet.

## Beschreibung
Der Leaderfoot Viaduct quert den Tweed rund 800 m östlich von Newstead. Der Mauerwerksviadukt überspannt den Fluss mit 19 ausgemauerten Rundbögen. Diese weisen lichte Weiten von 13 m bei einer maximalen lichten Höhe von 37 m auf. Das Mauerwerk der Pfeiler besteht aus sehr unebenen, bossierten Quadern vom roten Sandstein. Sie besitzen Längen von bis zu 1,5 m. Der obere Brückenteil sowie die Bögen sind hingegen mit Backstein ausgemauert.